# Rokitki (Ostrzyce)
Rokitki (kaszb. Rokitki) – część wsi Ostrzyce w Polsce, położona w województwie pomorskim, w powiecie kartuskim, w gminie Somonino, na Pojezierzu Kaszubskim.
W latach 1975–1998 Rokitki administracyjnie należały do województwa gdańskiego.